# Districts des Bahamas
Depuis 1999, les Bahamas sont divisées en 32 districts, disposant chacun d'un gouvernement local, à l'exception du district de New Providence directement géré par le gouvernement central. Ce système fut mis en place en 1996 avec à l'époque seulement 23 districts, puis 8 districts supplémentaires furent créés en 1999. Certains sont subdivisés en communes, alors que d'autres constituent l'unité administrative de base.

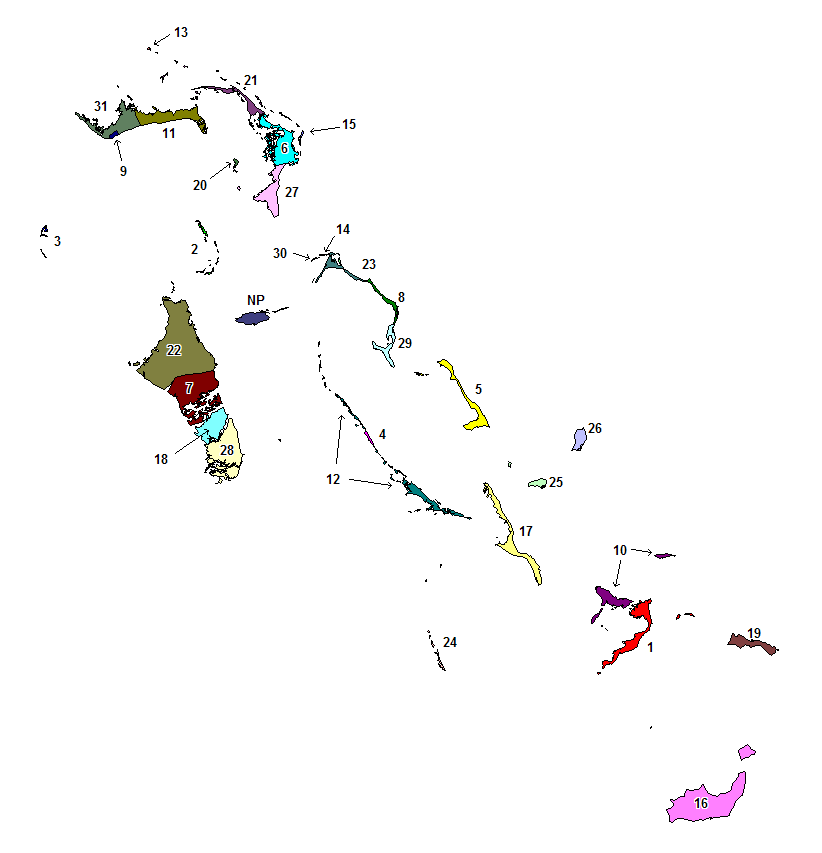
Carte des districts de Bahamas

1. Acklins
2. Berry Islands
3. Bimini Islands
4. Black Point
5. Cat Island
6. Central Abaco
7. Central Andros
8. Central Eleuthera
9. City of Freeport
10. Crooked Island
11. East Grand Bahama
12. Exuma
13. Grand Cay
14. Harbour Island
15. Hope Town
16. Inagua
17. Long Island
18. Mangrove Cay
19. Mayaguana
20. Moore's Island
21. North Abaco
22. North Andros
23. North Eleuthera
24. Ragged Island
25. Rum Cay
26. San Salvador
27. South Abaco
28. South Andros
29. South Eleuthera
30. Spanish Wells
31. West Grand Bahama

NP New Providence

## Districts par groupe insulaire
| Groupe insulaire                | District(s)                                                                        |
| ------------------------------- | ---------------------------------------------------------------------------------- |
| Îles Abacos                     | North Abaco, Grand Cay, South Abaco, Moore's Island, Central Abaco-Hope Town       |
| Acklins-Crooked Island-Long Cay | Acklins, Crooked Island                                                            |
| Île Andros                      | South Andros, Mangrove Cay, North Andros, Central Andros                           |
| Bimini-Berry Islands            | Bimini, Berry Islands                                                              |
| Cat Island                      | Cat Island                                                                         |
| Eleuthera                       | North Eleuthera, Spanish Wells, Harbour Island, Central Eleuthera, South Eleuthera |
| Îles Exumas-Ragged Island       | Exuma, Black Point-Ragged Island                                                   |
| Grand Bahama                    | City of Freeport, East Grand Bahama, West Grand Bahama                             |
| Inagua                          | Inagua                                                                             |
| Long Island                     | Long Island                                                                        |
| Mayaguana                       | Mayaguana                                                                          |
| San Salvador                    | San Salvador, Rum Cay                                                              |

## Sources
- Statoids.com
- Gouvernement Bahaméen - Districts par groupe insulaire